# Genieridium cryptops
Genieridium cryptops là một loài bọ cánh cứng trong họ Bọ hung (Scarabaeidae).